# Bellum I
Bellum I — второй студийный альбом австралийского атмосферик-блэк-метал-проекта Aquilus, выпущенный 3 декабря 2021 года на лейбле Blood Music.

## История
В апреле 2017 года Розенквист сообщил, что у него готово два альбома, первый из которых он выпустит в конце того же года, а второй в 2018, в октябре 2017 года был выпущен короткий тизер с новым материалом проекта. Однако ни в 2017, ни в 2018 году не было выпущено ни одного альбома, и только в октябре 2021, почти спустя 10 лет после выхода дебютного альбома Griseus, был официально анонсирован второй альбом Bellum I, на создание которого ушло восемь лет. Bellum I, согласно официальному заявлению, является первой половиной из накопленного за эти годы материала — вторая половина выйдет следующим релизом. В записи альбома, помимо Розенквиста, также принимали участие сессионные музыканты.
5 октября 2021 года был выпущен первый сингл с альбома — «Into Wooded Hollows», клип на который был снят в Венгрии компанией No Total Films. 2 ноября был выпущен второй и последний сингл — «Lucille’s Gate».

## Отзывы критиков
| Оценки критиков | Оценки критиков |
| Источник        | Оценка          |
| --------------- | --------------- |
| Metal Storm     | [ 6 ]           |
| Metal Injection | [ 7 ]           |

Рецензент Metal Storm пишет: «The Night Winds Of Avila открывает Bellum I выразительным фортепиано в сопровождении драматических струнных. „Into Wooded Hollows“ начинается с чего-то вроде мрачного дэт-метала, хотя и приправленного симфоническими аранжировками. Если „Into Wooded Hollows“ было длинным, то „Eternal Unrest“ выводит его на новый уровень. Единственная песня на пластинке, которая преодолела 10-минутную отметку, содержит атмосферный блэк-метал, прог-дэт в стиле Opeth (вплоть до брейка с акустической гитарой), материал в стиле Ne Obliviscaris и меланхоличные перерывы на фортепиано, всё это дополнено волнующей скрипкой. Когда всё складывается вместе, получается довольно превосходный материал».

## Список композиций
| №                   | Название                   | Длительность |
| ------------------- | -------------------------- | ------------ |
| 1.                  | «The Night Winds Of Avila» | 2:12         |
| 2.                  | «Into Wooded Hollows»      | 8:54         |
| 3.                  | «Eternal Unrest»           | 13:14        |
| 4.                  | «Moon Isabelline»          | 5:36         |
| 5.                  | «The Silent Passing»       | 8:37         |
| 6.                  | «Embered Waters»           | 3:58         |
| 7.                  | «Lucille's Gate»           | 9:08         |
| 8.                  | «Empyreal Nightsky»        | 9:48         |
| Общая длительность: | Общая длительность:        | 61:24        |

## Участники записи
- Гораций «Waldorf» Розенквист — вокал, гитары, бас-гитара, ударные, клавишные
- Зебоди Скотт — ударные
- Кэри Найт — бас-гитара
- Крис Хоскен — гитары
- Сэри Фэ — клавишные